# تذرج (رابر)
تذرج روستایی در دهستان رابر بخش مرکزی شهرستان رابر استان کرمان ایران است. این روستا به دلیل آب و هوای سردسیری و نزدیکی به کوه‌های لاله زار دارای رودخانه های پرآبی است و بخش زیادی از آب شهرستان رابر را تامین می‌کند. این روستا یکی از زیباترین روستاهای شهرستان رابر و استان کرمان، و بسیار سرسبز و بکر است.  این روستا به مهد علم و ادب معروف است و اساتید و نوابغ زیادی در سراسر دنیا از امریکا تا اروپا دارد. درخت گردو در این روستا از بیشترین محبوبیت برخوردار است و از مرغوبترین محصولات گردو در کشور به شمار می‌آید.

## جمعیت
بر پایه سرشماری عمومی نفوس و مسکن در سال ۱۳۹۵ جمعیت این روستا ۷۴۰ نفر (۲۴۶خانوار) بوده‌است.